# Kirchenpingarten
Kirchenpingarten là một đô thị ở huyện Bayreuth bang Bayern nước Đức. Đô thị Kirchenpingarten có diện tích 33,55 km², dân số thời điểm ngày 31 tháng 12 năm 2006 là 1404 người.